# Руська Ізопельга
Руська Ізопе́льга (рос. Русская Изопельга) — присілок в Вавозькому районі Удмуртії, Росія.
Населення — 2 особи (2010; 16 в 2002).
Національний склад (2002):
- росіяни — 69 %
- удмурти — 31 %

Урбаноніми:
- вулиці — Центральна